# 레스펜디알
레스펜디알(Respendial) 혹은 레스핀달(Respindal)은 5세기 초 서유럽에서 활동한 알란인 무리의 왕이다.
레스펜디알은 407년에 라인강을 건너 로마 제국으로 들어간 두 알란인 무리 중 한 무리의 왕이였다. 그 중 한 무리는 로마인으로 귀화한 고아르였고, 레스펜디알은 이를 대신해 반달족과 동맹을 맺어, 반달족의 왕 고디기젤이 전사한, 프랑크족과 맞붙은 전투에서 도움을 주기도 했다. 실링 반달족(Siling)과 아스딩 반달족(Asding Vandals), 수에비족의 한 무리와 함께, 레스펜디알의 알란족은 갈리아를 지나 409년에 히스파니아에 정착했다.
레스펜디알의 죽음은 알려지지 않았으며, 418년경에 서고트족의 침입으로 살해당한 아타케스가 그 뒤를 이었다. 그후로 아스딩 반달족과 합친 알란족은 아프리카로 건너가서 독립 왕국을 세웠다.